# Aleksej Leonov

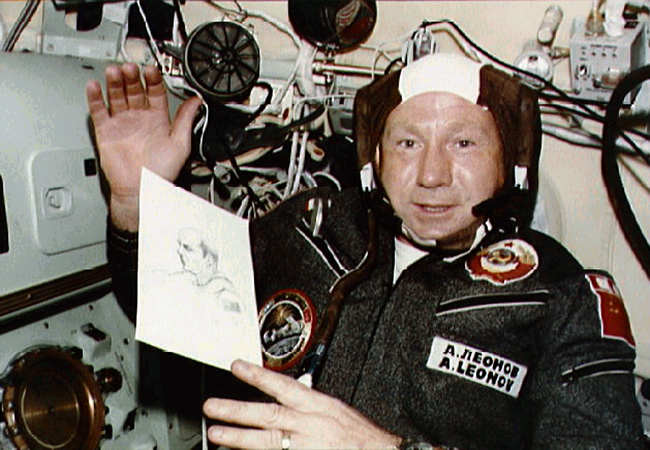
Aleksej Leonov aan boord van Sojoez 19 tijdens het Apollo-Soyuz Test Project in 1975

Aleksej Archipovitsj Leonov (Russisch: Алексей Архипович Леонов) (Listvjanka, 30 mei 1934 - Moskou, 11 oktober 2019) was een Russische ruimtevaarder (kosmonaut). Hij voerde als eerste mens in de geschiedenis een ruimtewandeling uit.

## Biografie

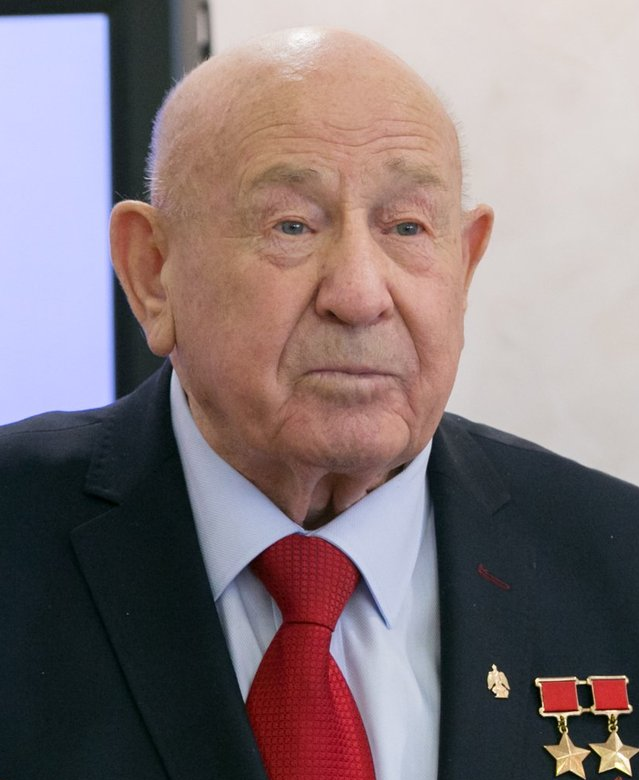
Aleksej Leonov in 2016

Leonov werd geboren in Listvjanka, in de oblast Kemerovo.
Hij was een van de twintig luchtmachtpiloten die in 1960 werden geselecteerd voor de eerste groep kosmonauten. Leonov stond geprogrammeerd voor een lancering aan boord van de Vostok 11 en zou daarbij de eerste ruimtewandeling uitvoeren. Na de vlucht van Vostok 6 werd de rest van het Vostokprogramma echter geschrapt.
Op 18 maart 1965 werd Leonov gelanceerd aan boord van de Voschod 2, de tweede en laatste bemande vlucht in het kader van het Russische Voschod-programma. Naast piloot Leonov bestond de bemanning uit gezagvoerder Pavel Beljajev, voor beiden de eerste ruimtevlucht. Leonov voerde tijdens deze vlucht de eerste wandeling in de ruimte uit.
In 1968 werd Leonov geselecteerd voor een vlucht rond de Maan met een Sojoez. Alle onbemande testvluchten mislukten echter en de Verenigde Staten waren de Sovjet-Unie voor door met de Apollo 8 rond de Maan te vliegen. Toen in 1969 de bemande Apollo 11 missie als eerste op de maan landde, gaf de Sovjet-Unie zich gewonnen in deze prestigestrijd en schrapte alle bemande vluchten naar de maan.
De tweede en laatste ruimtevlucht van Leonov was aan boord van de Sojoez 19, in het kader van het zogenaamde Apollo-Sojoez Test Project. De Sojoez 19 werd gelanceerd op 15 juli 1975 en in de ruimte gekoppeld aan een Amerikaanse Apollocapsule. Dit was de eerste koppeling in de ruimte tussen ruimtevaartuigen van verschillende naties.
Van 1976 tot 1982 was Leonov hoofd van de Russische ruimtevaardersteam, en plaatsvervangend directeur van het Gagarin Kosmonauten Opleidingscentrum. In 1991 ging hij met pensioen.
Leonov is meerdere malen aan een zekere dood ontsnapt. Enkele voorbeelden:
- Tijdens de hiervoor genoemde vlucht met de Voschod 2 lukte het hem niet om na zijn ruimtewandeling terug te keren in het ruimtevaartuig, omdat zijn ruimtepak te strak stond vanwege de interne luchtdruk. Door lucht uit zijn ruimtepak te laten lopen, slaagde hij er uiteindelijk in om zich terug in de luchtsluis te wurmen.
- Hij overleefde een ongeluk met een auto die van de weg raakte en door het ijs zakte. Hij wist daarbij zijn vrouw en de chauffeur uit de auto te halen.
- Zijn parachute raakte ooit vast aan zijn vliegtuigstoel. Met zijn handen boog hij het metaal waarachter zijn parachute bleef haken. De stoel moest later worden teruggebogen met een hamer.
- Toen hij in een tweede auto met Leonid Brezjnev onderweg was, werd er een aanslag gepleegd op de Sovjet-leider. Ze overleefden beiden de kogelregen. De man die aanslag pleegde, wist niet dat Brezjnev in een andere auto zat.
- Leonov werd geselecteerd om te worden gelanceerd met de Sojoez 11. Vanwege een medisch probleem bij een van de andere bemanningsleden werd de Sojoez met een andere bemanning gelanceerd. Deze kwam om het leven bij terugkeer naar de aarde als gevolg van een technisch mankement aan de Sojoez. Leonov had hen hiervoor gewaarschuwd, maar de reservebemanning negeerde dit.[3]

Leonov was sinds 2013 directeur van een investeringsbedrijf in Moskou. Hij was tevens beeldend kunstenaar en publiceerde een aantal boeken.
Leonov was getrouwd met Svetlana Petrovna en kreeg twee dochters.